# Жихарєв Віктор Михайлович
Ві́ктор Миха́йлович Жи́харєв (24 січня (6 лютого) 1908 , Київ  — невідомо ) — український державний діяч. Депутат Верховної Ради УРСР першого скликання (1938—1947).

## Біографія
Народився 24 січня (6 лютого) 1908 року в родині службовця в місті Києві, тепер Україна. 1923 року закінчив трудову школу в Києві, 1928 року — вечірню робочу школу 2-го ступеня. До 1929 року працював на Південно-Західній залізниці чорноробом, чистильником паровозів, поїздним кочегаром.
Член ВКП(б) з 1929 року.
1933 року закінчив авіаційний факультет Київського машинобудівного інституту, отримав кваліфікацію інженера-механіка.
З 1933 по липень 1941 року працював на Київському авіаційному заводі № 43 (нині Серійний завод «Антонов») на різних керівних посадах, у тому числі з 1938 року — головним інженером.
1938 року був обраний депутатом Верховної Ради УРСР першого скликання по Богуславській виборчій окрузі № 89 Київської області.
Під час Великої Вітчизняної війни — в евакуації з авіазаводом у Новосибірську, начальник цеху, завідувач відділом Новосибірського авіаційного заводу. 
З березня 1944 року — інструктор відділу авіаційної промисловості ЦК КП(б) України.